# Alexis Rolín
Germán Alexis Rolín Fernández, né le 7 février 1989 à Montevideo, est un footballeur uruguayen qui évolue au poste de défenseur central avec l'Independiente Medellín.

## Carrière
Il participe avec la sélection uruguayenne aux Jeux olympiques d'été de 2012 organisés à Londres. Lors du tournoi olympique, il joue trois matchs : contre les Émirats arabes unis, le Sénégal, et la Grande-Bretagne.

## Palmarès
- Champion d'Uruguay en 2011 et 2012 avec le Club Nacional
- Champion d'Argentine en 2015 avec Boca Juniors
- Vainqueur de la Coupe d'Argentine en 2015 avec Boca Juniors